# Saint-Sulpice-le-Verdon
Saint-Sulpice-le-Verdon korábbi község Franciaország Loire mente régiójában, Vendée megyében. 2016. január 1-jén Saint-André-Treize-Voies és Mormaison  korábbi községgel egyesült és az így létrejött Montréverd új község része lett.
Lakosainak száma 1098 fő (2018. január 1.). Saint-Sulpice-le-Verdon Les Brouzils, L’Herbergement, Les Lucs-sur-Boulogne, Mormaison, Montréverd, Saint-Denis-la-Chevasse és Saint-André-Treize-Voies községekkel határos.

## Népesség
A település népessége az elmúlt években az alábbi módon változott:
| Lakosok száma | 661  | 632  | 586  | 591  | 592  | 803  | 997  | 1036 | 1066 | 1098 |
|               | 1962 | 1968 | 1975 | 1982 | 1990 | 2008 | 2013 | 2015 | 2017 | 2018 |